# Porrhomma kulczynskii
Porrhomma kulczynskii är en spindelart som beskrevs av Starega 1974. Porrhomma kulczynskii ingår i släktet Porrhomma och familjen täckvävarspindlar. Inga underarter finns listade i Catalogue of Life.